# Lista celor mai înalte turnuri din lume

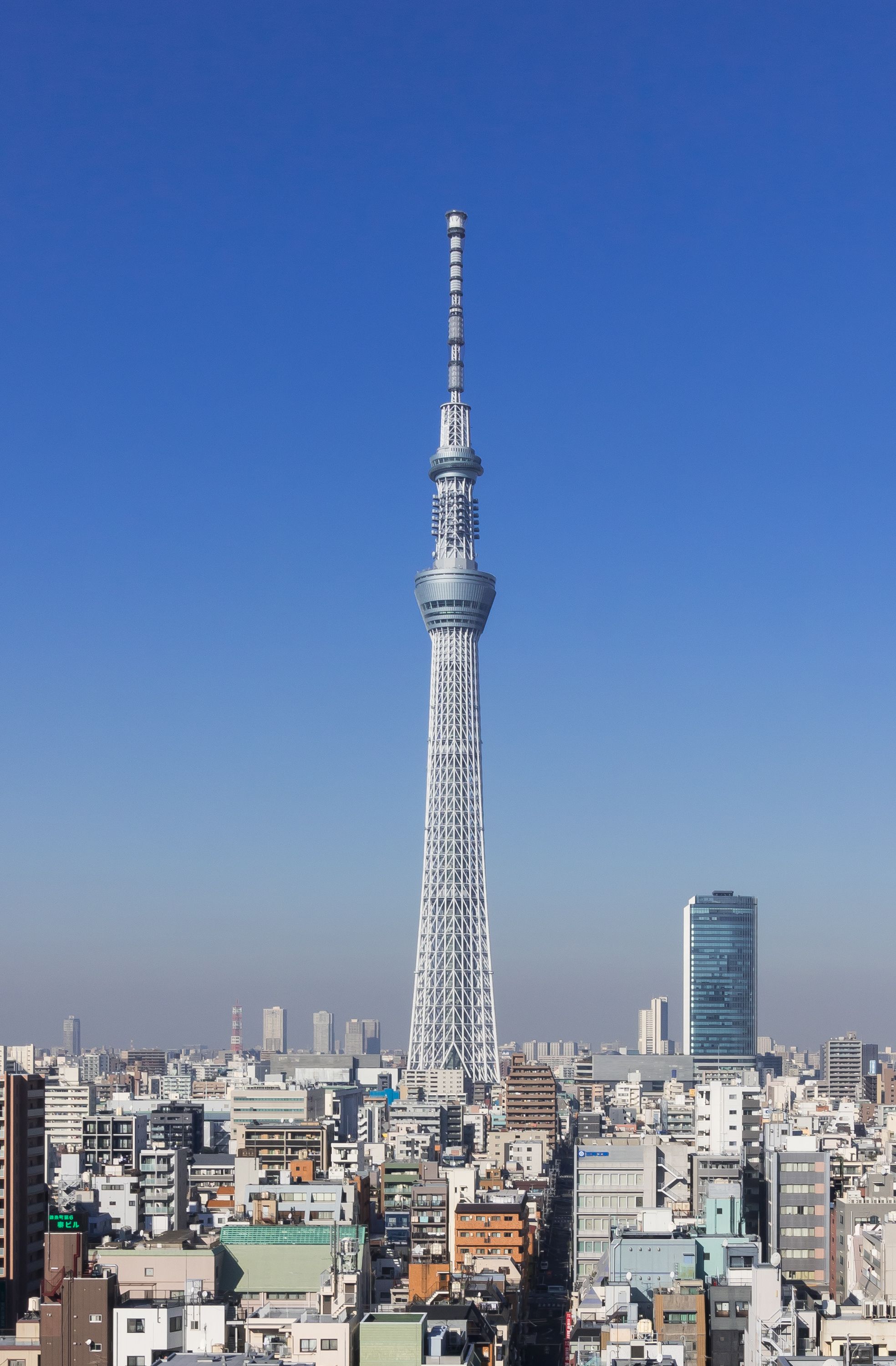
Tokyo Skytree, cel mai înalt turn din lume

Diagrama celor mai înalte turnuri din lume în 2025
1. Tokyo Skytree
2. Turnul Canton
3. CN Tower
4. Turnul Ostankino
5. Turnul Oriental Pearl
6. Turnul Milad
7. Turnul Kuala Lumpur

Lista celor mai înalte turnuri din lume clasifică cele mai înalte construcții existente care îndeplinesc definiția unui turn: „o structură înaltă, construită (nu naturală), cu înălțime mai mare decât lățimea, destinată accesului public sau operațional regulat al oamenilor, dar nu ca spațiu rezidențial sau de birouri și care este autoportantă („de sine stătătoare”, adică fără suport exterior)”. În general, turnurile sunt utilizate ca platforme de observare și ca suport pentru antene de telecomunicații.
Criteriile terminologice și de listare sunt în conformitate cu definițiile Consiliului pentru clădiri înalte și habitat urban (Council on Tall Buildings and Urban Habitat - CTBUH), turnurile diferențiindu-se atât de structurile ancorate, întrucât nu prezintă cabluri, tiranți sau alte structuri de susținere, cât și de clădiri, chiar dacă ambele sunt structuri autoportante. Deși multe dintre clădirile înalte („zgârie-nori”) sunt denumite turnuri, din punct de vedere tehnic acestea se diferențiază, clădirile caracterizându-se prin faptul că cel puțin 50% din suprafața acestora este spațiu ocupabil.
În tabel sunt incluse structurile finalizate, existente, cu o înălțime de cel puțin 150 de metri. Ordinea este descrescătoare, în funcție de înălțimea totală, inclusiv eventualele construcții suplimentare instalate deasupra acoperișului, precum antenele de telecomunicații. Tabelul include două secțiuni, prima pentru turnurile cu o înălțime de peste 250 de metri, iar cea de-a doua pentru turnurile cu o înălțime între 150 și 250 de metri.

## Lista celor mai înalte turnuri din lume
| Notă: | Rândurile marcate cu culoare verde deschis reprezintă turnuri care au deținut titlul de „cel mai înalt turn din lume” |

| Imagine | Nume | Înălțime (m) | An   | Tipul structurii | Țară          | Oraș                             | Observații |
|         | |              |      |                  |               |                                  | |
| ------- | --- | ------------ | ---- | ---------------- | ------------- | -------------------------------- | --- |
|         | Tokyo Skytree (în japoneză 東京スカイツリ, transliterat: Tōkyō sukaitsurī)                                                          | 634          | 2012 | oțel             | Japonia       | Tokyo                            | Cel mai înalt turn din lume începând cu 2012 |
|         | Noul Turn TV din Guangzhou (în chineză: 广州新电视塔, transliterat: Guǎngzhōu xīn diànshì tǎ)                                       | 604          | 2010 | oțel și beton    | China         | Guangzhou                        | Cel mai înalt turn din lume între 2010 și 2012, numit și Turnul Canton                                                                                     |
|         | CN Tower | 553,3        | 1976 | beton            | Canada        | Toronto                          | Cea mai înaltă structură autoportantă din lume între 1975 și 2007, cel mai înalt turn din lume între 1976 și 2010, cel mai înalt turn din emisfera vestică |
|         | Turnul Ostankino (în rusă Останкинская телебашня, transliterat: Ostankinskaia telebașnea)                                           | 540,1        | 1967 | beton            | Rusia         | Moscow                           | Cea mai înaltă structură autoportantă din lume între 1967 și 1976, cea mai înaltă din Europa, renovat după un incendiu din 2000                            |
|         | Turnul TV Oriental Pearl (în chineză: 东方明珠广播电视塔, transliterat: Dōngfāngmíngzhū guǎngbò diànshì tǎ)                         | 468          | 1994 | beton            | China         | Shanghai                         | Cel mai înalt turn din Asia între 1994 și 2010 |
|         | Turnul Milad (în persană برج میلاد, transliterat: Barj milad)                                                                       | 435          | 2008 | beton            | Iran          | Teheran                          | Cel mai înalt turn din Orientul Mijlociu și Asia de Vest                                                                                                   |
|         | Turnul Kuala Lumpur (în malaieză Menara Kuala Lumpur)                                                                               | 421          | 1994 | beton            | Malaysia      | Kuala Lumpur                     | Cel mai înalt turn din Asia de Sud-Est |
|         | Turnul de radio și televiziune din Tianjin (în chineză: 天津广播电视塔, transliterat: Tiānjīn guǎngbò diànshì tǎ)                   | 415,2        | 1991 | beton            | China         | Tianjin                          | Cel mai înalt turn din Asia între 1991 și 1994 |
|         | Turnul central de radio și televiziune (în chineză: 中央廣播電視塔, transliterat: Zhōngyāng guǎngbò diànshì tǎ)                     | 405          | 1992 | beton            | China         | Beijing                          | |
|         | Turnul Zhongyuan (în chineză: 中原福塔, transliterat: Zhōngyuán fú tǎ)                                                              | 388          | 2011 | oțel             | China         | Zhengzhou                        | |
|         | Turnul TV din Kiev (în ucraineană Київська телевежа, transliterat: Kîiivska televeja)                                               | 385          | 1973 | turn cu zăbrele  | Ucraina       | Kiev                             | Dezafectat după o lovitură cu rachete rusești în timpul invaziei rusești asupra Kievului din 1 martie 2022                                                 |
|         | Turnul TV din Tașkent (în uzbecă Тошкент Телеминораси, transliterat: Toșkent Teleminorasi)                                          | 374,9        | 1985 | oțel             | Uzbekistan    | Tașkent                          | Cel mai înalt turn din Asia Centrală |
|         | Turnul Eliberării (în arabă برج التحرير, transliterat: Burj altahrir)                                                               | 372          | 1996 | beton            | Kuweit        | Kuweit                           | |
|         | Turnul TV din Almaty (în kazahă Алматы теледидар мұнарасы, cu alfabetul chirilic: Almatı teledïdar munarası)                        | 371,5        | 1983 | oțel             | Kazahstan     | Almaty                           | |
|         | Turnul de radio și televiziune din Riga (în letonă Rīgas radio un televīzijas tornis)                                               | 368,5        | 1986 | oțel             | Letonia       | Riga                             | Cel mai înalt turn din Uniunea Europeană |
|         | Turnul de televiziune din Berlin (în germană Berliner Fernsehturm)                                                                  | 368,03       | 1969 | beton            | Germania      | Berlin                           | Cea mai înaltă structură din Germania |
|         | Turnul de radio și televiziune Küçük Çamlıca (în turcă Küçük Çamlıca TV-Radyo Kulesi)                                               | 365,5        | 2020 | beton            | Turcia        | Istanbul                         | |
|         | Turnul Lotus (în tamilă தாமரைக் கோபுரம், transliterat: Tāmaraik kōpuram)                                                                  | 351,5        | 2019 | beton            | Sri Lanka     | Colombo                          | Cea mai înaltă structură din Asia de Sud |
|         | The Strat | 350,2        | 1996 | beton            | Statele Unite | Las Vegas                        | Cel mai înalt turn de observație din Statele Unite |
|         | Turnul de radio și televiziune din Sichuan (în chineză: 四川广播电视塔, transliterat: Sìchuān guǎngbò diànshì tǎ)                   | 339          | 2004 | beton            | China         | Chengdu                          | |
|         | Turnul Macao (în chineză: 澳門塔, transliterat: Àomén tǎ)                                                                           | 338          | 2001 | beton            | China         | Macao                            | |
|         | Turnul Europa (în germană Europaturm)                                                                                               | 337,5        | 1979 | beton            | Germania      | Frankfurt                        | |
|         | Turnul Dragonului (în chineză: 龙塔, transliterat: Lóng tǎ)                                                                         | 336          | 2000 | turn cu zăbrele  | China         | Harbin                           | |
|         | Turnul Tokio (în japoneză 東京タワ, transliterat: Tōkyō tawā)                                                                       | 332,6        | 1958 | turn cu zăbrele  | Japonia       | Tokyo                            | Cel mai înalt turn din lume între 1958 și 1967 |
|         | Turnul Arqiva (în engleză The Arqiva Tower)                                                                                         | 330,4        | 1971 | beton            | Regatul Unit  | Emley, West Yorkshire            | Cea mai înaltă structură autoportantă din Regatul Unit |
|         | Turnul Eiffel (în franceză Tour Eiffel)                                                                                             | 330          | 1889 | turn cu zăbrele  | Franța        | Paris                            | Cel mai înalt turn din lume în perioadele 1889–1956 și 1957-1958, primul de peste 300 m înălțime                                                           |
|         | Noul turn de transmisie FM Huaian TV (în chineză: 新的淮安电视调频发射塔, transliterat: Xīn de huái'ān diànshì tiáopín fāshè tǎ)    | 329,8        | 2015 |                  | China         | Huai'an, Jiangsu                 | |
|         | Sky Tower | 328          | 1997 |                  | Noua Zeelandă | Auckland                         | Cea mai înaltă structură autoportantă din emisfera sudică între 1996 și 2022                                                                               |
|         | Turnul de televiziune din Vilnius (în lituaniană Vilniaus televizijos bokštas)                                                      | 326,5        | 1980 |                  | Lituania      | Vilnius                          | |
|         | Turnul de radio și televiziune Linyi (în chineză: 临沂广播电视塔播报, transliterat: Línyí guǎngbò diànshì tǎ bōbào)                 | 326          | 2010 | oțel             | China         | Linyi, Shandong                  | |
|         | Turnul TV din Sankt Petersburg (în rusă Санкт-петербургская телебашня, transliterat: Sankt-peterburgskaia telebașnea)               | 326          | 1962 | turn cu zăbrele  | Rusia         | Sankt Petersburg                 | |
|         | Turnul TV Rameswaram (în tamilă ராமேசுவரம் தொலைக்காட்சி கோபுரம், transliterat: Rāmēcuvaram tolaikkāṭci kōpuram)                                  | 323          | 1995 | beton            | India         | Rameswaram, Tamil Nadu           | |
|         | Turnul de radio și televiziune Jiangsu Nanjing (în chineză: 江苏南京广播电视塔, transliterat: Jiāngsū nánjīng guǎngbò diànshì tǎ)   | 318,5        | 1996 | beton            | China         | Nanjing                          | |
|         | Turnul de televiziune din Tallinn (în estonă Tallinna teletorn)                                                                     | 314          | 1980 | beton            | Estonia       | Tallinn                          | |
|         | Turnul de televiziune din Erevan (în armeană Երևանի հեռուստաաշտարակ, transliterat: Yerevani herrustaashtarak)                       | 311,7        | 1977 | turn cu zăbrele  | Armenia       | Erevan                           | |
|         | Turnul de televiziune din Guishan (în chineză: 龟山电视塔, transliterat: Guī shān diànshì tǎ)                                       | 311,4        | 1986 | beton            | China         | Wuhan                            | Primul turn de televiziune autoportant din China |
|         | Turnul de televiziune din Baku (în azeră Bakı Televiziya Qülləsi)                                                                   | 310          | 1996 | beton            | Azerbaidjan   | Baku                             | |
|         | Turnul Sydney (în engleză Sydney Tower)                                                                                             | 305          | 1981 | beton            | Australia     | Sydney                           | Al doilea cel mai înalt turn de observație din emisfera sudică                                                                                             |
|         | Turnul de radio și televiziune Liaoning (în chineză: 辽宁广播电视塔, transliterat: Liáoníng guǎngbò diànshì tǎ)                     | 305,5        | 1989 | beton            | China         | Shenyang                         | |
|         | Turnul de televiziune din Jaisalmer (în tamilă ஜெய்சால்மர் தொலைக்காட்சி கோபுரம், transliterat: Jeycālmar tolaikkāṭci kōpuram)                     | 300          | 1993 | beton            | India         | Jaisalmer                        | |
|         | Turnul de televiziune din Samatra (în tamilă சமத்ரா தொலைக்காட்சி கோபுரம், transliterat: Camatrā tolaikkāṭci kōpuram)                           | 300          | 1999 | beton            | India         | Bhuj                             | |
|         | Turnul Saint-Pieters-Leeuw (în neerlandeză Zendmast Sint-Pieters-Leeuw)                                                             | 300          | 1996 | beton            | Belgia        | Sint-Pieters-Leeuw               | |
|         | Turnul de televiziune din Zhuzhou (în chineză: 株洲电视塔, transliterat: Zhūzhōu diànshì tǎ)                                        | 293          | 1999 | turn cu zăbrele  | China         | Zhuzhou, Hunan                   | |
|         | Turnul de telecomunicații Nürnberg (în germană Fernmeldeturm Nürnberg)                                                              | 292          | 1977 | beton            | Germania      | Nürnberg                         | |
|         | Turnul Olympia (în germană Olympiaturm)                                                                                             | 289,5        | 1968 | beton            | Germania      | München                          | |
|         | Turnul Collserola (în spaniolă Torre de Collserola)                                                                                 | 288,4        | 1992 | beton            | Spania        | Barcelona                        | |
|         | Turnul de telecomunicații Telemax (în germană Telemax Fernmeldeturm)                                                                | 282,2        | 1992 | beton            | Germania      | Hanovra                          | |
|         | Turnul de televiziune din Shijiazhuang (în chineză: 石家庄电视塔, transliterat: Shíjiāzhuāng diànshì tǎ)                            | 280          | 1998 | turn cu zăbrele  | China         | Shijiazhuang, Hebei              | |
|         | Turnul Heinrich Hertz (în germană Heinrich-Hertz-Turm)                                                                              | 279,7        | 1968 | beton            | Germania      | Hamburg                          | |
|         | Turnul TV Zhongyuan Pearl (în chineză: 中原明珠電視塔, transliterat: Zhōngyuán míngzhū diànshì tǎ)                                  | 278          | 1998 | oțel             | China         | Luoyang                          | |
|         | Turnul de radio și televiziune Perm (în rusă Пермская радиотелевизионная башня, transliterat: Permskaia radiotelevizionnaia bașnea) | 275          | 2016 | turn cu zăbrele  | Rusia         | Perm, Regiunea Perm              | Cel mai înalt turn cu zăbrele din Rusia |
|         | Turnul de televiziune din Tbilisi (în georgiană თბილისის ტელეანძა, transliterat: Tbilisis teleandza)                                | 274,5        | 1972 | oțel             | Georgia       | Tbilisi                          | |
|         | Turnul Telkom Joburg (în engleză Telkom Joburg Tower)                                                                               | 269          | 1971 | beton            | Africa de Sud | Johannesburg                     | Cel ami înalt turn din Africa |
|         | Turnul de televiziune din Kaifeng (în chineză: 開封電視塔, transliterat: Kāifēng diànshì tǎ)                                        | 268          | 1995 | beton            | China         | Kaifeng                          | |
|         | Turnul de telecomunicații Colonius (în germană Colonius Fernmeldeturm)                                                              | 266          | 1981 | beton            | Germania      | Köln                             | |
|         | Minaretul Marii Moschei din Alger (în arabă مئذنة الجامع الأعظم بالجزائر, transliterat: Midhanat aljamie al'aezam bialjazayir)      | 265          | 2019 | beton            | Algeria       | Alger                            | |
|         | Turnul de televiziune Novorossiisk (în rusă Новороссийская телебашня, transliterat: Novorossiiskaia telebașnea)                     | 261,5        | 1996 | beton            | Rusia         | Novorossiisk, Regiunea Krasnodar | |
|         | Turnul de radio și televiziune Daqing (în chineză: 大慶廣播電視塔, transliterat: Dàqìng guǎngbò diànshì tǎ)                         | 260          | 1989 | turn cu zăbrele  | China         | Daqing, Heilongjiang             | |
|         | Turnul de radio și televiziune „Oktod” (în rusă Радиотелевизионная башня «Октод», transliterat: Radiotelevizionnaia bașnea «Oktod») | 258          | 2006 | turn cu zăbrele  | Rusia         | Moscova                          | Dezafectat în 2022, programat pentru demolare |
|         | Turnul Olimpic din Beijing (în chineză: 北京奥林匹克塔, transliterat: Běijīng àolínpǐkè tǎ)                                         | 258          | 2014 |                  | China         | Beijing                          | |
|         | Turnul de televiziune Endem (în turcă Endem Televizyon Kulesi)                                                                      | 257          | 2008 | beton            | Turcia        | Istanbul                         | |
|         | Turnul de televiziune din Volgograd (în rusă Волгоградская телебашня, transliterat: Volgogradskaia telebașnea)                      | 256          | 2016 | turn cu zăbrele  | Rusia         | Volgograd, Regiunea Volgograd    | |
|         | Turnul de telecomunicații Kühkopf (în germană Fernmeldeturm Kühkopf)                                                                | 255          | 1976 | beton            | Germania      | Koblenz                          | |
|         | Turnul Dunării (în germană Donauturm)                                                                                               | 252          | 1964 | beton            | Austria       | Viena                            | |
|         | Turnul de televiziune Dresda-Wachwitz (în germană Fernsehturm Dresden-Wachwitz)                                                     | 252          | 1969 | beton            | Germania      | Dresden                          | |

### Lista turnurilor cu înălțime între 150 și 250 de metri
| Imagine                       | Nume | Înălțime (m) | An   | Țară                  | Oraș                                              | Observații |
|                               | |              |      |                       |                                                   | |
| ----------------------------- | --- | ------------ | ---- | --------------------- | ------------------------------------------------- | --- |
|                               | Turnul de transmisie Swisscom St. Chrischona (în germană Swisscom-Sendeturm St. Chrischona)                                   | 250          | 1984 | Elveția               | Bettingen, Basel-Stadt                            | |
|                               | Turnul de televiziune Jeddah (în arabă برج تلفزيون جدة, transliterat: Burj tilifizyun jida)                                   | 250          | 2006 | Arabia Saudită        | Jeddah                                            | |
|                               | Turnul de testare a lifturilor TK (în germană TK-Elevator-Testturm)                                                           | 246          | 2017 | Germania              | Rottweil                                          | |
|                               | Turnul de televiziune Meget (în rusă Мегетская телебашня, transliterat: Meghetskaia telebașnea)                               | 246          | 1994 | Rusia                 | Meget, Regiunea Irkuțk                            | |
|                               | Turnul de radio și televiziune Shaanxi (în chineză: 陕西广播电视塔, transliterat: Shǎnxī guǎngbò diànshì tǎ)                  | 245          | 1987 | China                 | Xi'an                                             | |
|                               | Turnul de televiziune Iakuțk (în rusă Якутская телебашня, transliterat: Iakutskaia telebașnea)                                | 241,7        | 1982 | Rusia                 | Iakuțk, Iacutia                                   | |
|                               | Turnul Rinului din Düsseldorf (în germană Rheinturm Düsseldorf)                                                               | 240,5        | 1981 | Germania              | Düsseldorf                                        | A avut 234,2 m înălțime până în 2004                                                                                           |
|                               | Turnul N Seul (în coreeană N서울타워, transliterat: Nseoultawo)                                                               | 239,7        | 1975 | Coreea de Sud         | Seul                                              | |
|                               | Turnul de televiziune Foshan (în chineză: 佛山電視塔, transliterat: Fúshān diànshì tǎ)                                        | 238          | 1995 | China                 | Foshan                                            | |
|                               | Turnul Sentech (în engleză Sentech Tower)                                                                                     | 237          | 1962 | Africa de Sud         | Johannesburg                                      | |
|                               | Turnul de telecomunicații din Bremen (în germană Fernmeldeturm Bremen)                                                        | 235,7        | 1986 | Germania              | Bremen-Walle                                      | |
|                               | Turnul de televiziune Pithampura (în tamilă பித்தாம்புரா தொலைக்காட்சி கோபுரம், transliterat: Pittāmpurā tolaikkāṭci kōpuram)                 | 235          | 1988 | India                 | Delhi                                             | |
|                               | Turnul Fukuoka (în japoneză 福岡タワー, transliterat: Fukuoka tawā)                                                           | 234          | 1989 | Japonia               | Fukuoka                                           | |
|                               | Turnul de televiziune Birobidjan (în rusă Биробиджанская телебашня, transliterat: Birobidjanskaia telebașnea)                 | 241,7        | 1972 | Rusia                 | Birobidjan, Regiunea Autonomă Evreiască           | La momentul construcției avea 225 m înălțime, ulterior a fost adăugată o antenă de 9 m                                         |
|                               | Turnul de televiziune Qingdao (în chineză: 青岛电视塔, transliterat: Qīngdǎo diànshì tǎ)                                      | 232          | 1994 | China                 | Qingdao                                           | |
|                               | Torrespaña (în spaniolă Torrespaña)                                                                                           | 231          | 1982 | Spania                | Madrid                                            | |
|                               | Turnul Americilor (în engleză Tower of the Americas)                                                                          | 228,6        | 1968 | Statele Unite         | San Antonio, Texas                                | |
|                               | Turnul Spațial (în spaniolă Torre Espacial)                                                                                   | 228          | 1980 | Argentina             | Buenos Aires                                      | |
|                               | Turnul de televiziune Katanga (în tamilă கடங்கா தொலைக்காட்சி கோபுரம், transliterat: Kaṭaṅkā tolaikkāṭci kōpuram)                         | 225          | 1992 | India                 | Jabalpur                                          | |
|                               | Turnul de televiziune Karabaș (în rusă Карабашская телебашня, transliterat: Karabașskaia telebașnea)                          | 225          | 2004 | Rusia                 | Karabaș, Tatarstan                                | |
|                               | Turnul de televiziune din Brasilia (în portugheză Torre de TV de Brasília)                                                    | 224          | 1965 | Brazilia              | Brasília                                          | |
|                               | Turnul de transmisiuni Buková hora (în cehă Vysílač Buková hora)                                                              | 223          | 1975 | Cehia                 | Bukova hora                                       | |
|                               | Turnul de telecomunicații Münster (în germană Fernmeldeturm Münster)                                                          | 222,5        | 1986 | Germania              | Münster                                           | |
|                               | Turnul de televiziune Belgorod (în rusă Белгородская телебашня, transliterat: Belgorodskaia telebașnea)                       | 220,9        | 2013 | Rusia                 | Belgorod, Regiunea Belgorod                       | |
|                               | Turnul de televiziune Cerepoveț (în rusă Череповецкая телебашня, transliterat: Cerepovețkaia telebașnea)                      | 220          | 1987 | Rusia                 | Cerepoveț, Regiunea Vologda                       | |
|                               | Turnul Florian (în germană Florianturm)                                                                                       | 219,6        | 1959 | Germania              | Dortmund                                          | |
|                               | Turnul de radio și televiziune Jilin (în chineză: 吉林廣播電視塔, transliterat: Jílín guǎngbò diànshì tǎ)                     | 218          | 1997 | China                 | Jilin                                             | |
|                               | Turnul de televiziune Guangzhou (în chineză: 广州电视塔, transliterat: Guǎngzhōu diànshì tǎ)                                  | 218          | 1991 | China                 | Guangzhou                                         | |
|                               | Turnul de televiziune din Stuttgart (în germană Fernsehturm Stuttgart)                                                        | 216,8        | 1956 | Germania              | Stuttgart-Degerloch                               | Primul turn TV din beton din lume                                                                                              |
|                               | Turnul de televiziune Žižkov (în cehă Žižkovská televizní věž)                                                                | 216          | 1992 | Cehia                 | Praga                                             | |
|                               | Turnul de televiziune Kiștim (în rusă Кыштымская телебашня, transliterat: Kîștîmskaia telebașnea)                             | 213          | 1983 | Rusia                 | Kîștîm, Regiunea Celeabinsk                       | |
|                               | Turnul de televiziune Iuriuzan (în rusă Юрюзанская телебашня, transliterat: Iuriuzanskaia telebașnea)                         | 213          | 1983 | Rusia                 | Iuriuzan, Regiunea Celeabinsk                     | |
|                               | Turnul de televiziune Zlatoust (în rusă Златоустовская телебашня, transliterat: Zlatoustovskaia telebașnea)                   | 213          | 1983 | Rusia                 | Zlatoust, Regiunea Celeabinsk                     | |
|                               | Turnul de telecomunicații Mannheim (în germană Fernmeldeturm Mannheim)                                                        | 212,8        | 1975 | Germania              | Mannheim                                          | |
|                               | Turnul de telecomunicații Berlin (în germană Fernmeldeturm Berlin)                                                            | 212          | 1964 | Germania              | Berlin                                            | |
|                               | Centrul de teleradio «Turkmenistan». (în turkmenă «Türkmenistan» teleradio merkezi)                                           | 211          | 2011 | Turkmenistan          | Așgabat                                           | |
|                               | Minaretul Moscheei lui Hassan al II-lea                                                                                       | 210          | 1993 | Maroc                 | Casablanca                                        | Cel mai înalt minaret din lume                                                                                                 |
|                               | Turnul de televiziune Arhangelsk (în rusă Архангельская телебашня, transliterat: Arhanghelskaia telebașnea)                   | 208          | 2003 | Rusia                 | Arhangelsk, Regiunea Arhanghelsk                  | |
|                               | Turnul de televiziune Ujudvar (în maghiară Újudvari TV-torony)                                                                | 206          | 1972 | Ungaria               | Újudvar, Județul Zala                             | |
| Fișier:Baghdad tower 2017.jpg | Turnul Bagdad (în arabă برج بغداد, transliterat: Burj baghdad)                                                                | 205          | 1994 | Irak                  | Bagdad                                            | Formerly International Saddam Tower                                                                                            |
|                               | Turnul de televiziune Donnersberg (în germană Fernsehturm Donnersberg)                                                        | 204,82       | 1962 | Germania              | Donnersberg                                       | |
|                               | Turnul de televiziune Vîborg (în rusă Выборгская телебашня, transliterat: Vîborgskaia telebașnea)                             | 204,6        | 1966 | Rusia                 | Vîborg, Regiunea Leningrad                        | |
|                               | Turnul Avala (în sârbă Авалски торањ, cu alfabetul latin: Avalski toranj)                                                     | 204,5        | 1965 | Serbia                | Muntele Avala, lângă Belgrad                      | Distrus în bombardamentele NATO la 29 aprilie 1999, reconstrucție finalizată în octombrie 2009, cel mai înalt turn din Balcani |
|                               | Turnul de televiziune Ruse (în bulgară Телевизионна кула Русе, transliterat: Televizionna kula Ruse)                          | 204          | 1987 | Bulgaria              | Ruse                                              | |
|                               | Turnul de telecomunicații Helpterberg (în germană Fernmeldeturm Helpterberg)                                                  | 203,2        | 1981 | Germania              | Helpter Berge, Mecklenburg - Pomerania Inferioară | |
|                               | Turnul 83 (în coreeană 83타워, transliterat: 83tawo)                                                                          | 202          | 1992 | Coreea de Sud         | Daegu                                             | |
|                               | Turnul Orion (în rusă Башня «Орион», transliterat: Bașnea «Orion»)                                                            | 201          | 2002 | Rusia                 | Samara, Regiunea Samara                           | |
|                               | Turnul ORPT din Orenburg (în rusă Башня Оренбургского ОРПЦ, transliterat: Bașnea Orenburgskogo ORPȚ)                          | 201          | 1960 | Rusia                 | Orenburg, Regiunea Orenburg                       | |
|                               | Turnul de televiziune din Krasnoiarsk (în rusă Красноярская телебашня, transliterat: Krasnoiarskaia telebașnea)               | 199,4        | 2013 | Rusia                 | Krasnoiarsk, Regiunea Krasnoiarsk                 | |
|                               | Turnul de radio și televiziune din Xuzhou (în chineză: 徐州广播电视塔, transliterat: Xúzhōu guǎngbò diànshì tǎ)               | 199          | 1990 | China                 | Xuzhou                                            | |
|                               | Turnul de televiziune din Voronej (în rusă Воронежская телебашня, transliterat: Voronejskaia telebașnea)                      | 198          | 1953 | Rusia                 | Voronej, Regiunea Voronej                         | |
|                               | Turnul de transmisiuni Roermond (în neerlandeză Zendmast Roermond)                                                            | 197,7        | 1957 | Țările de Jos         | Roermond                                          | |
|                               | Turnul de televiziune din Dușanbe (în tadjikă Душанбе манораи телевизионӣ, transliterat: Dușanʙe manorai televizionī)         | 197          | 1970 | Tadjikistan           | Dușanbe                                           | |
|                               | Turnul de televiziune din Kirov (în rusă Кировская телебашня, transliterat: Kirovskaia telebașnea)                            | 197          | 1958 | Rusia                 | Kirov, Regiunea Kirov                             | |
|                               | Turnul de televiziune din Blagoveșcensk (în rusă Благовещенская телебашня, transliterat: Blagoveșcenskaia telebașnea)         | 197          | 1964 | Rusia                 | Blagoveșcensk, Regiunea Amur                      | |
|                               | Turnul de emisie Hilversum (în neerlandeză Omroeptoren van Hilversum)                                                         | 196          | 1973 | Țările de Jos         | Hilversum                                         | |
|                               | Turnul de transmisie Bern-Bantiger (în germană Sendeturm Bern-Bantiger)                                                       | 196          | 1996 | Elveția               | Bolligen, Cantonul Berna                          | |
|                               | Turnul de televiziune din Penza (în rusă Пензенская телебашня, transliterat: Penzenskaia telebașnea)                          | 196          | 1958 | Rusia                 | Penza, Regiunea Penza                             | |
|                               | Turnul de televiziune din Smolensk (în rusă Смоленская телебашня, transliterat: Smolenskaia telebașnea)                       | 196          | 1958 | Rusia                 | Smolensk, Regiunea Smolensk                       | |
|                               | Turnul de televiziune din Novosibirsk (în rusă Новосибирская телебашня, transliterat: Novosibirskaia telebașnea)              | 196          | 1957 | Rusia                 | Novosibirsk, Regiunea Novosibirsk                 | |
|                               | Sky Tower Nishitōkyō (în japoneză スカイタワー西東京, transliterat: Sukaitawā Nishitōkyō)                                     | 195          | 1988 | Japonia               | Nishitōkyō                                        | |
|                               | Turnul Telstra (în engleză Telstra Tower)                                                                                     | 195          | 1980 | Australia             | Canberra                                          | |
|                               | Turnul de televiziune Kamzík (în slovacă Televízna veža na Kamzíku)                                                           | 194          | 1975 | Slovacia              | Bratislava                                        | |
|                               | Turnul de televiziune din Nijni Novgorod (în rusă Нижегородская телебашня, transliterat: Nijegorodskaia telebașnea)           | 193          | 1957 | Rusia                 | Nijni Novgorod, Regiunea Nijni Novgorod           | |
|                               | Turnul de televiziune din Irkuțk (în rusă Иркутская телебашня, transliterat: Irkutskaia telebașnea)                           | 192          | 1957 | Rusia                 | Irkuțk, Regiunea Irkuțk                           | |
|                               | Turnul de televiziune ORPT din Sverdlovsk (în rusă Телебашня Свердловского ОРПЦ, transliterat: Telebașnea Sverdlovskogo ORPȚ) | 192          | 1955 | Rusia                 | Ekaterinburg, Regiunea Sverdlovsk                 | |
|                               | Turnul de televiziune din Simferopol (în rusă Симферопольская телебашня, transliterat: Simferopolskaia telebașnea)            | 192          | 1955 | Rusia                 | Simferopol, Republica Crimeea                     | |
|                               | Turnul de televiziune din Tomsk (în rusă Томская телебашня, transliterat: Tomskaia telebașnea)                                | 192          | 1968 | Rusia                 | Tomsk, Regiunea Tomsk                             | |
|                               | Turnul centrului de televiziune din Ufa (în rusă Башня Уфимского телецентра, transliterat: Bașnea Ufimskogo telețentra)       | 192          | 1959 | Rusia                 | Ufa, Republica Bașchiria                          | |
|                               | Turnul de telecomunicații Waalhaven (în neerlandeză Telecomtoren Waalhaven)                                                   | 191,5        | 1962 | Țările de Jos         | Rotterdam-Waalhaven                               | |
|                               | Turnul de radio din Leipzig (în germană Funkturm Leipzig)                                                                     | 191          | 2015 | Germania              | Leipzig                                           | |
|                               | Turnul Calgary (în engleză Calgary Tower)                                                                                     | 190,8        | 1967 | Canada                | Calgary                                           | |
|                               | Turnul de radio și televiziune Dalian (în chineză: 大連廣播電視塔, transliterat: Dàlián guǎngbò diànshì tǎ)                   | 190,5        | 1990 | China                 | Dalian                                            | |
|                               | Turnul BT (în engleză BT Tower)                                                                                               | 189          | 1964 | Regatul Unit          | Londra                                            | |
|                               | Turnul Kuantan 188 (în malaieză Menara Kuantan 188)                                                                           | 188          | 2020 | Malaysia              | Kuantan                                           | |
|                               | Turnul Cairo (în arabă برج القاهرة, transliterat: Burj alqahira)                                                              | 187          | 1961 | Egipt                 | Cairo                                             | |
|                               | Turnul Telecom Italia din Rozzano (în italiană Torre Telecom Italia di Rozzano)                                               | 187          | 1990 | Italia                | Rozzano, Provincia Milano                         | |
|                               | Turnurile Kuweit (în arabă أبراج الكويت, transliterat: Abraj alkuayt)                                                         | 187          | 1979 | Kuweit                | Kuweit                                            | |
|                               | Turnul de televiziune „Kopitoto” (în bulgară Телевизионна кула „Копитото“, transliterat: Televizionna kula „Kopitoto“)        | 186          | 1985 | Bulgaria              | Vitoșa, lângă Sofia                               | |
|                               | Turnul Euromast (în neerlandeză Euromast)                                                                                     | 186          | 1962 | Țările de Jos         | Rotterdam                                         | |
|                               | Turnul de televiziune din Sîktîvkar (în rusă Сыктывкарская телебашня, transliterat: Sîktîvkarskaia telebașnea)                | 186          | 1964 | Rusia                 | Sîktîvkar, Republica Komi                         | |
|                               | Turnul de televiziune din Iujno-Sahalinsk (în rusă Южно-Сахалинская телебашня, transliterat: Iujno-Sahalinskaia telebașnea)   | 186          | 1963 | Rusia                 | Iujno-Sahalinsk, Regiunea Sahalin                 | |
|                               | Monumentul Constituției din Turkmenistan (în turkmenă Türkmenistanyň Konstitusiýa binasy)                                     | 185          | 2011 | Turkmenistan          | Așgabat                                           | |
|                               | Turnul de televiziune Dequede (în germană Fernsehturm Dequede)                                                                | 184,5        | 1959 | Germania              | Dequede, Krevese, Saxonia-Anhalt                  | |
|                               | Space Needle | 184          | 1962 | Statele Unite         | Seattle                                           | |
|                               | Turnul de televiziune din Reazan (în rusă Рязанская телебашня, transliterat: Reazanskaia telebașnea)                          | 182,5        | 1956 | Rusia                 | Reazan, Regiunea Reazan                           | |
|                               | Turnul TV Digital din Brasilia (în portugheză Torre de TV Digital de Brasília)                                                | 182          | 2012 | Brazilia              | Brasília                                          | |
|                               | Turnul RTPC din Republica Mari El (în rusă Башня РТПЦ Республики Марий Эл, transliterat: Bașnea RTPȚ Respubliki Mari Iel)     | 182          | 1958 | Rusia                 | Ioșkar-Ola, Republica Mari El                     | |
|                               | Turnul de televiziune din Nagoya (în japoneză 名古屋テレビ塔, transliterat: Nagoya terebitō)                                  | 180          | 1954 | Japonia               | Nagoya                                            | |
|                               | Marele Turn de Rugăciune pentru Pace (în japoneză 大平和祈念塔, transliterat: Daiheiwakinentō)                                | 180          | 1970 | Japonia               | Tondabayashi                                      | |
|                               | Turnul de transmisiuni Hošťálkovice (în cehă Vysílač Hošťálkovice)                                                            | 180          | 1979 | Cehia                 | Ostrava                                           | |
|                               | Turnul de observare Samut Prakan (în thailandeză หอสังเกตการณ์สมุทรปราการ, transliterat H̄x s̄ạngketkārṇ̒ s̄muthrprākār)             | 179,55       | 2017 | Thailanda             | Districtul Mueang Samut Prakan                    | |
|                               | Turnul de telecomunicații Bungsberg (în germană Fernmeldeturm Bungsberg)                                                      | 179          | 1977 | Germania              | Bungsberg, Schleswig-Holstein                     | |
|                               | Turnul de transmisiuni din Bad Mergentheim (în germană Sender Bad Mergentheim)                                                | 179          | 2000 | Germania              | Bad Mergentheim, Baden-Württemberg                | |
|                               | Turnul de pe Muntele Maicii Domnului (în portugheză Torre do Monte da Virgem)                                                 | 177          | 1995 | Portugalia            | Vila Nova de Gaia                                 | |
|                               | Turnul de televiziune Pécs (în maghiară Pécsi tévétorony)                                                                     | 176          | 1973 | Ungaria               | Pécs                                              | |
|                               | Turnul Montreal (în engleză Montreal Tower)                                                                                   | 175,3        | 1987 | Canada                | Montreal                                          | Turnul Stadionului Olimpic din Montreal, cel mai înalt turn înclinat din lume: 45°                                             |
|                               | Turnul de televiziune Markelo (în neerlandeză Televisietoren Markelo)                                                         | 174,4        | 1959 | Țările de Jos         | Markelo, Overijssel                               | |
|                               | Turnul de telecomunicații Bödefeld (în germană Fernmeldeturm Bödefeld)                                                        | 173          | 1968 | Germania              | Schmallenberg-Bödefeld                            | |
|                               | Monumentul San Jacint (în engleză San Jacinto Monument)                                                                       | 172,92       | 1939 | Statele Unite         | La Porte, Texas                                   | |
|                               | Turnul Reunion (în engleză Reunion Tower)                                                                                     | 170,7        | 1978 | Statele Unite         | Dallas                                            | |
|                               | Turnul Iriški Venac (în sârbă Торањ на Иришком венцу, cu alfabetul latin: Toranj na Iriškom vencu)                            | 170          | 1975 | Serbia                | Novi Sad                                          | |
|                               | Turnul Juche (în coreeană 주체사상탑, transliterat: Juchesasangtab)                                                           | 170          | 1982 | Coreea de Nord        | Phenian                                           | |
|                               | Turnul de televiziune din Riad (în arabă برج تلفزيون الرياض, transliterat: Burj tilfizyun alriyad)                            | 170          | 1981 | Arabia Saudită        | Riad                                              | |
|                               | Turnul Spinnaker (în engleză Spinnaker Tower)                                                                                 | 170          | 2005 | Regatul Unit          | Portsmouth                                        | |
|                               | Monumentul lui Washington (în engleză Washington Monument)                                                                    | 169,3        | 1884 | Statele Unite         | Washington, DC                                    | Cel mai înalt turn din lume între 1884 și 1889, platformă de observare la 152 m                                                |
|                               | Turnul Sljeme (în croată Toranj Sljeme)                                                                                       | 169          | 1973 | Croația               | Zagreb                                            | |
|                               | Turnul Näsinneula (în finlandeză Näsinneula)                                                                                  | 168          | 1971 | Finlanda              | Tampere                                           | Turn de observare situat în parcul de distracții Särkänniemi                                                                   |
|                               | Turnul Alor Setar (în malaieză Menara Alor Setar)                                                                             | 165,5        | 1997 | Malaysia              | Alor Setar, Kedah                                 | |
|                               | Turnul de telecomunicații Hünenburg (în germană Fernmeldeturm Hünenburg)                                                      | 165          | 1972 | Germania              | Bielefeld-Hühnenburg                              | Numit și Fernmeldeturm Teutoburger Wald                                                                                        |
|                               | Turnul Eiffel Las Vegas (în engleză Las Vegas Eiffel Tower)                                                                   | 164,6        | 1999 | Statele Unite         | Las Vegas                                         | Replică a Turnului Eiffel |
|                               | Turnul de observație și de emisie TV Praděd (în cehă Rozhledna a televizní vysílač Praděd)                                    | 162          | 1983 | Cehia                 | Vârful Praděd, Munții Hrubý Jeseník, Silezia      | |
|                               | Brighton i360 | 162          | 2016 | Regatul Unit          | Brighton                                          | Cel mai subțire turn înalt din lume                                                                                            |
|                               | Turnul Osaka (în japoneză 大阪タワー, transliterat: Ōsaka tawā)                                                               | 160          | 1966 | Japonia               | Osaka                                             | |
|                               | Turnul Skylon (în engleză Skylon Tower)                                                                                       | 160          | 1965 | Canada                | Niagara Falls, Ontario                            | |
|                               | Turnul Blackpool (în engleză Blackpool Tower)                                                                                 | 158          | 1894 | Regatul Unit          | Blackpool                                         | |
|                               | Turnul de aur (în japoneză ゴールドタワー, transliterat: Gōrudotawā)                                                          | 158          | 1988 | Japonia               | Utazu, Prefectura Kagawa                          | |
|                               | Turnul „Albă ca Zăpada” (în bulgară кула „Снежанка“, transliterat: kula „Snezhanka“)                                          | 156          | 1978 | Bulgaria              | Pamporovo                                         | Numit și Turnul de televiziune Pamporovo                                                                                       |
|                               | Turnul Kaknäs (în suedeză Kaknästornet)                                                                                       | 155          | 1964 | Suedia                | Stockholm                                         | |
|                               | Turnul de radio Arsenal din Viena (în germană Funkturm Wien-Arsenal)                                                          | 155          | 1975 | Austria               | Viena                                             | |
|                               | Turnul Kaikyo Yume (în japoneză 海峡ゆめタワー, transliterat: Kaikyō yume tawā)                                               | 153          | 1996 | Japonia               | Shimonoseki                                       | |
|                               | Turnul BT (în engleză BT Tower)                                                                                               | 152          | 1967 | Regatul Unit          | Birmingham                                        | |
|                               | Turnul Catedralei (în engleză Cathedral Tower)                                                                                | 151          | 1971 | Statele Unite         | Cuyahoga Falls, Ohio                              | |
|                               | Dubai Frame (în arabă برواز دبي, transliterat: Brwaz dubay)                                                                   | 150,24       | 2017 | Emiratele Arabe Unite | Dubai                                             | |
|                               | Turnul Radio din Berlin (în germană Funkturm Berlin)                                                                          | 150          | 1926 | Germania              | Berlin                                            | Dezafectat, servește ca turn de observare                                                                                      |
|                               | Turnul de televiziune din Phenian (în coreeană 평양텔레비죤탑, transliterat: Pyeong-yangtellebijyontab)                       | 150          | 1968 | Coreea de Nord        | Phenian                                           | |
|                               | Turnul SM Seaside City Cebu (în thailandeză SM Seaside City Cebu)                                                             | 150          | 2016 | Filipine              | Cebu City                                         | |
|                               | Turnul de televiziune din Galați                                                                                              | 150          | 1978 | România               | Galați                                            | Cel mai înalt turn din România, înălțime arhitecturală: 110 m, înălțime totală: 150 m                                          |

## Turnuri înalte aflate în construcție
| Nume | Înălțime (m) | Stadiu lucrări         | Utilizare                   | Țară                  | Oraș    |
| |              |                        |                             |                       |         |
| --- | ------------ | ---------------------- | --------------------------- | --------------------- | ------- |
| Turnul Dubai Creek (în arabă برج خور دبي, transliterat: Burj khur dubay)                                                        | >828         | construcție întreruptă | observare                   | Emiratele Arabe Unite | Dubai   |
| Turnul de radio din Hanoi (în vietnameză Tháp Phát thanh Hà Nội)                                                                | 636          | construcție propusă    | observare / telecomunicații | Vietnam               | Hanoi   |
| Turnul de reper al Fluviului Galben din Lanzhou (în chineză: 兰州黄河地标塔, transliterat: Lánzhōu huánghé dìbiāo tǎ)           | 588          | construcție propusă    | observare / telecomunicații | China                 | Lanzhou |
| Turnul Constellation (în arabă الكوكبة, transliterat: Alkawkaba)                                                                | 500          | construcție propusă    | observare                   | Qatar                 | Doha    |
| Turnul Iconsiam (în thailandeză ไอคอนสยาม, transliterat Xịkhxn s̄yām)                                                            | 459          | construcție propusă    | observare / telecomunicații | Thailanda             | Bangkok |
| Turnul Infinit (în coreeană 타워 인피니티, transliterat: Tawo inpiniti)                                                         | 448          | lucrări în desfășurare | observare                   | Coreea de Sud         | Incheon |
| Minaretele Gemene ale Sfintei Moschei din Mecca Twin Minarets (în arabă المسجد الحرام, transliterat: Slmasjid alharam)          | 420          | lucrări în desfășurare | minarete                    | Arabia Saudită        | Mecca   |
| Turnul de telecomunicații Vodno (în macedoneană Телекомуникациска кула на Водно, transliterat: Telekomunikaciska kula na Vodno) | 155          | lucrări în desfășurare | observare / telecomunicații | Macedonia de Nord     | Skopje  |
| Turnul Malacca (în malaieză Menara Melaka)                                                                                      | 135          | construcție propusă    | observare / telecomunicații | Malaysia              | Malacca |

## Cronologia celor mai înalte turnuri din lume
| Perioadă       | Imagine | Nume | Țară          | Oraș           | Înălțime (m) |
|                |         | |               |                |              |
| -------------- | ------- | --- | ------------- | -------------- | ------------ |
| 280 î.Hr.-1180 |         | Farul din Alexandria | Egipt         | Alexandria     | 122          |
| 1180-1240      |         | Turnul mănăstirii Malmesbury (în engleză Malmesbury Abbey Tower                                                                  | Regatul Unit  | Malmesbury     | 131,3        |
| 1240-1311      |         | Turnul vechii Catedrale Sf. Paul din Londra (în engleză Old St Paul's Cathedral)                                                 | Regatul Unit  | Londra         | 150          |
| 1311-1549      |         | Turnul Catedralei Lincoln (în engleză Lincoln Cathedral)                                                                         | Regatul Unit  | Lincoln        | 159,7        |
| 1549-1647      |         | Turnul bisericii Sf. Maria din Stralsund (în germană St.-Marien-Kirche)                                                          | Germania      | Stralsund      | 151          |
| 1647-1874      |         | Turnul Catedralei Notre-Dame din Strasbourg (în franceză Cathédrale Notre-Dame de Strasbourg)                                    | Franța        | Strasbourg     | 142          |
| 1874-1876      |         | Turnul bisericii Sf. Nicolae din Hamburg (în germană St.-Nikolai-Kirche)                                                         | Germania      | Hamburg        | 147          |
| 1876-1880      |         | Turnul Catedralei Adormirea Maicii Domnului din Rouen (în franceză La cathédrale primatiale Notre-Dame de l'Assomption de Rouen) | Franța        | Rouen          | 151          |
| 1880-1884      |         | Turnurile Domului din Köln (în germană Kölner Dom)                                                                               | Germania      | Köln           | 157,38       |
| 1884-1889      |         | Monumentul lui Washington (în engleză Washington Monument)                                                                       | Statele Unite | Washington, DC | 169,3        |
| 1889-1956      |         | Turnul Eiffel (în franceză Tour Eiffel)                                                                                          | Franța        | Paris          | 312,27       |
| 1956-1957      |         | Turnul de transmisiuni KCTV (în engleză KCTV Broadcast Tower)                                                                    | Statele Unite | Kansas City    | 317,6        |
| 1957-1958      |         | Turnul Eiffel (în franceză Tour Eiffel)                                                                                          | Franța        | Paris          | 320,75       |
| 1958-1967      |         | Turnul Tokio (în japoneză 東京タワー, transliterat: Tōkyō-tawā)                                                                  | Japonia       | Tokyo          | 332,6        |
| 1967-1975      |         | Turnul Ostankino (în rusă Останкинская телебашня, transliterat: Ostankinskaia telebașnea)                                        | Rusia         | Moscova        | 540,1        |
| 1975-2009      |         | Turnul Național Canadian (în engleză CN Tower)                                                                                   | Canada        | Toronto        | 553,33       |
| 2009-2011      |         | Noul Turn TV din Guangzhou (în chineză: 广州新电视塔, transliterat: Guǎngzhōu xīn diànshì tǎ)                                    | China         | Guangzhou      | 604          |
| 2011-prezent   |         | Tokyo Skytree (în japoneză 東京スカイツリ, transliterat: Tōkyō sukaitsurī)                                                       | Japonia       | Tokyo          | 634          |